# Velarifictorus
Velarifictorus är ett släkte av insekter. Velarifictorus ingår i familjen syrsor.

## Bildgalleri

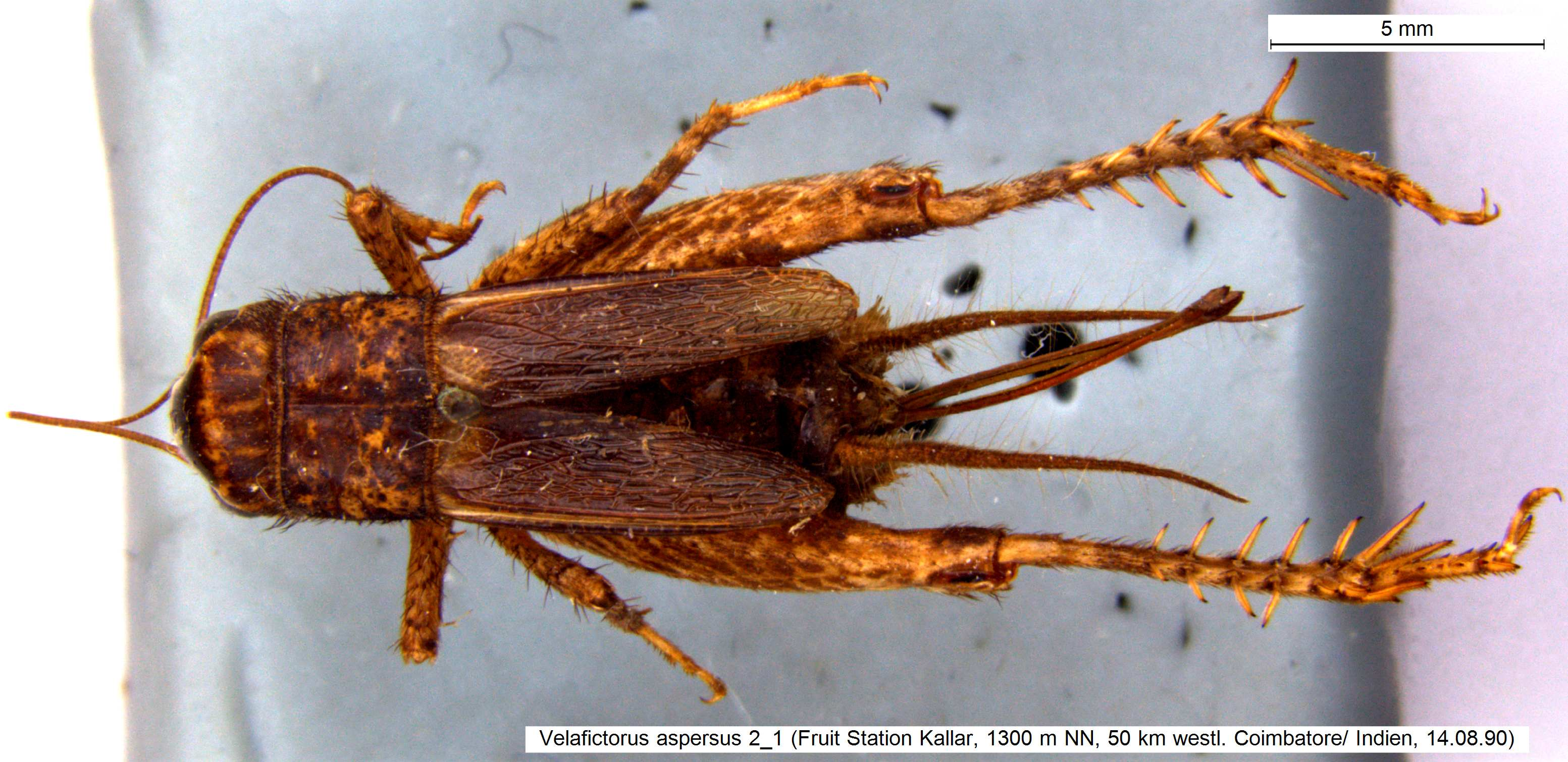
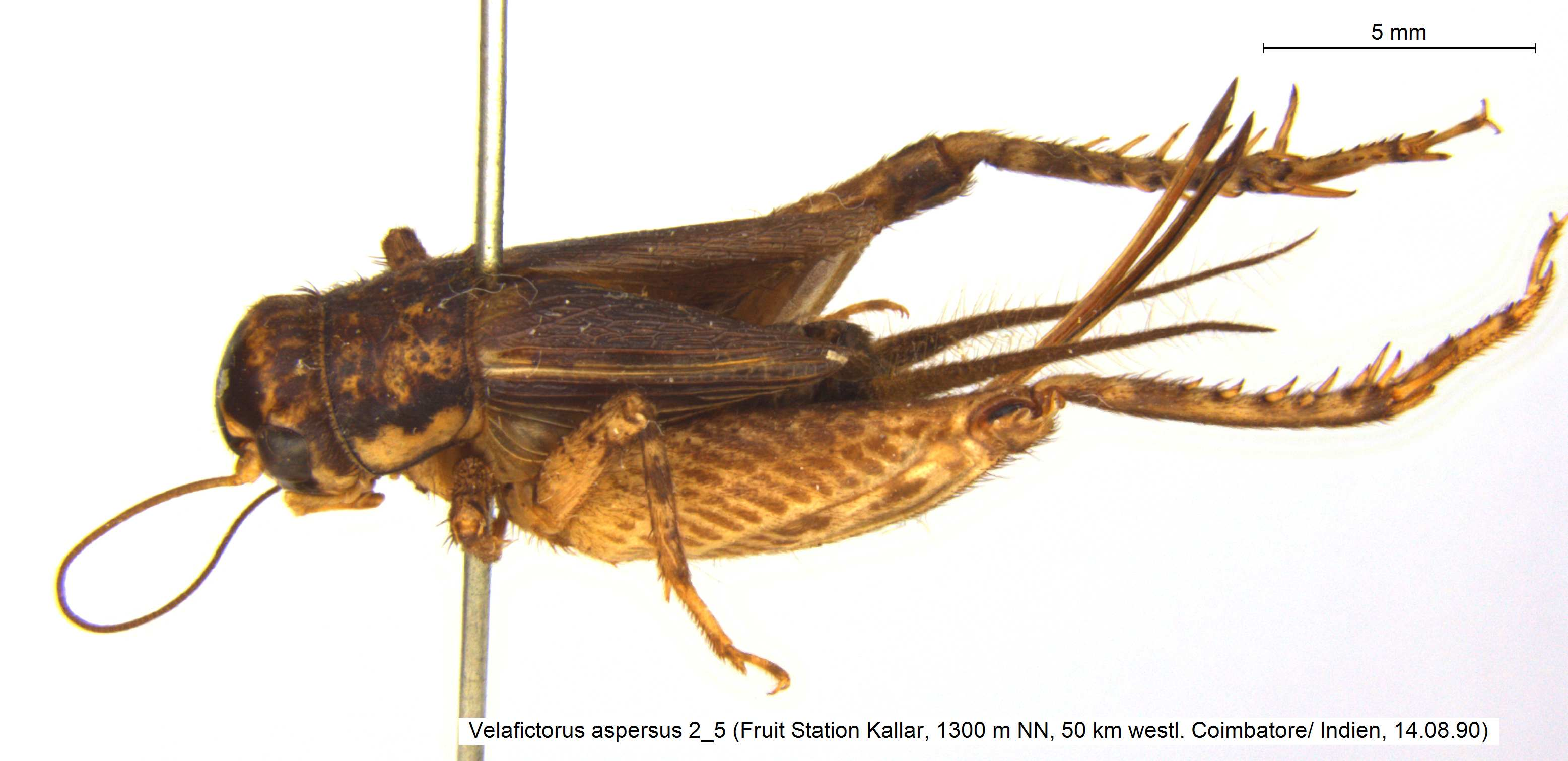
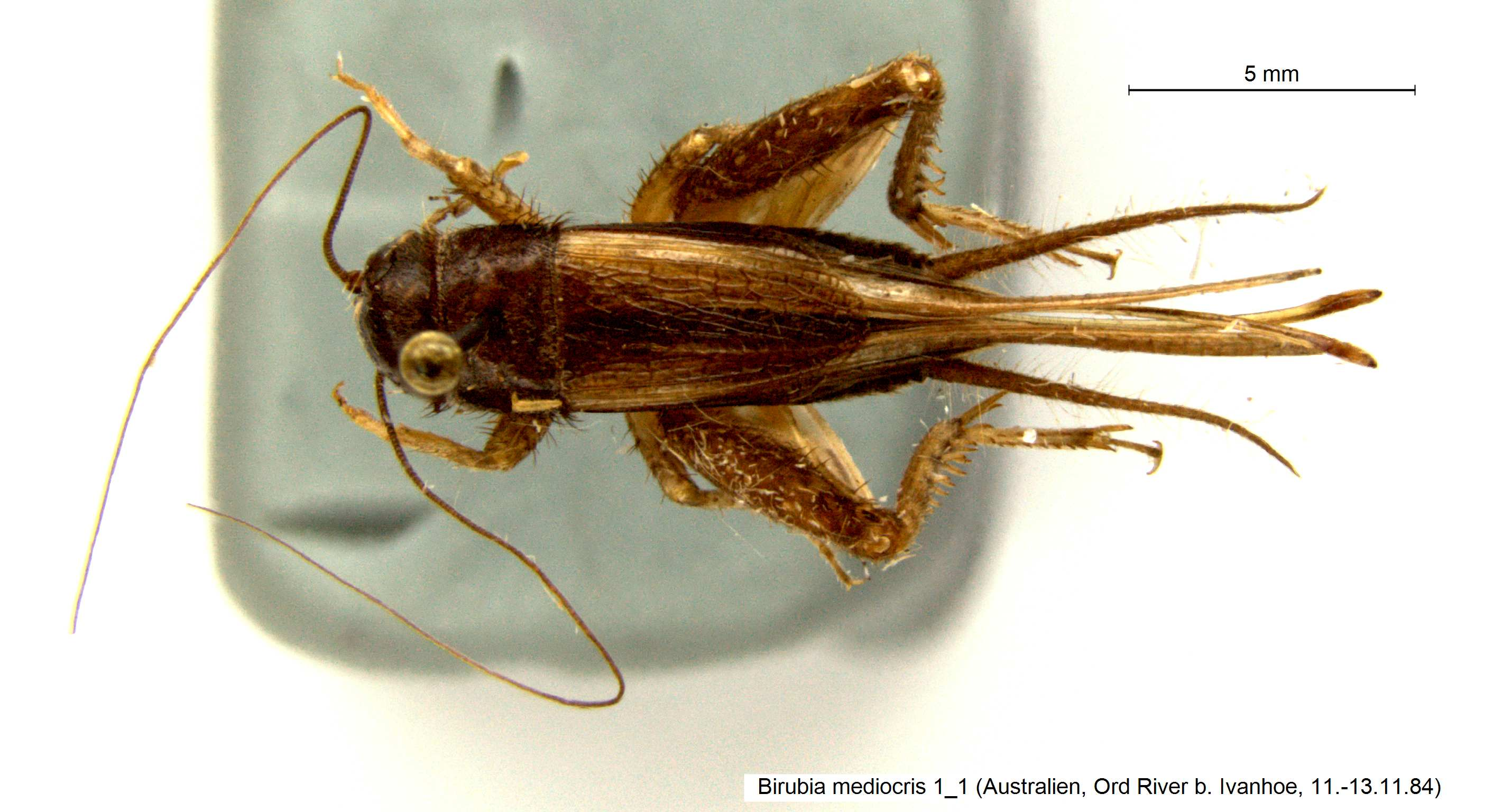
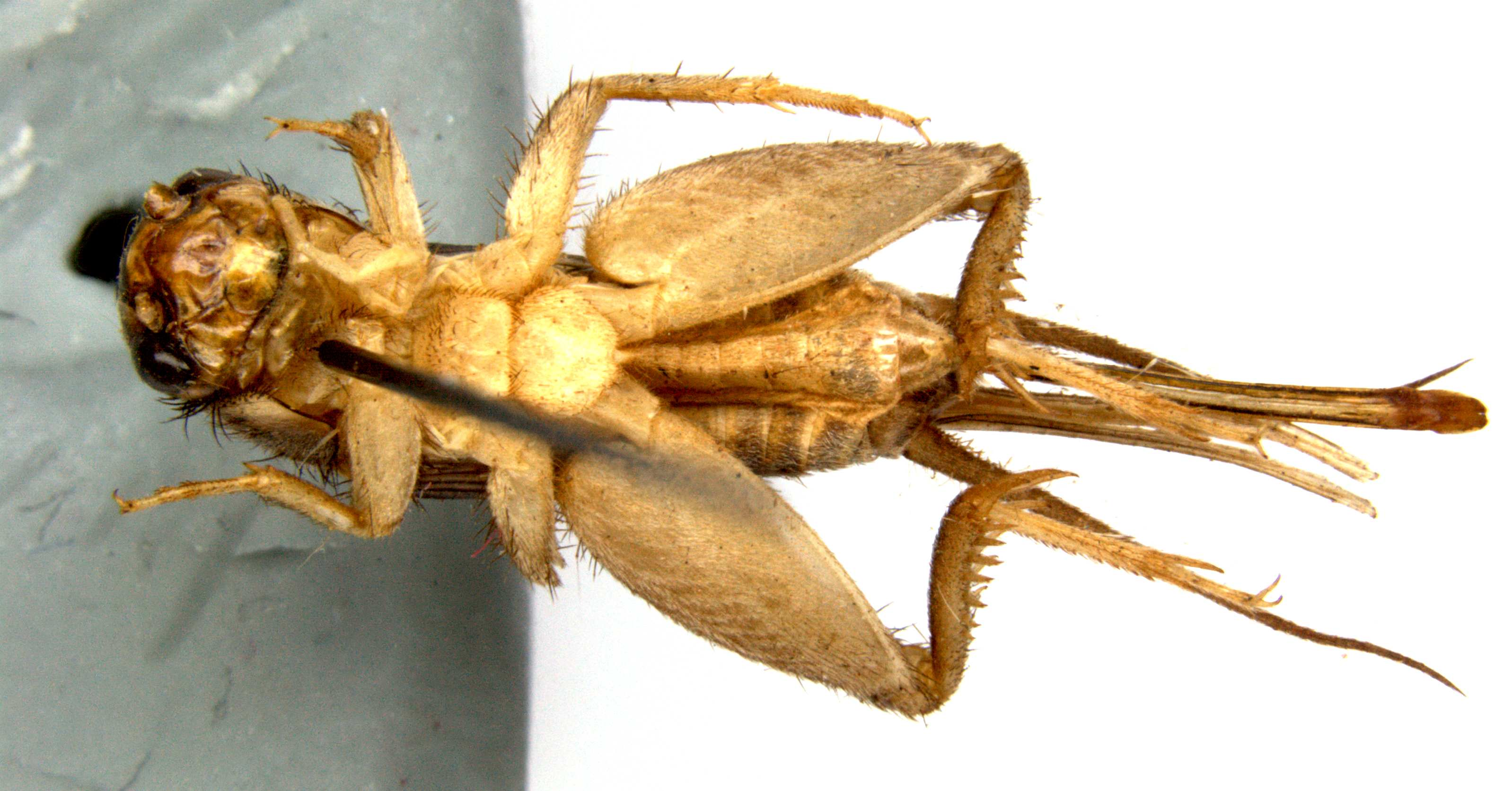
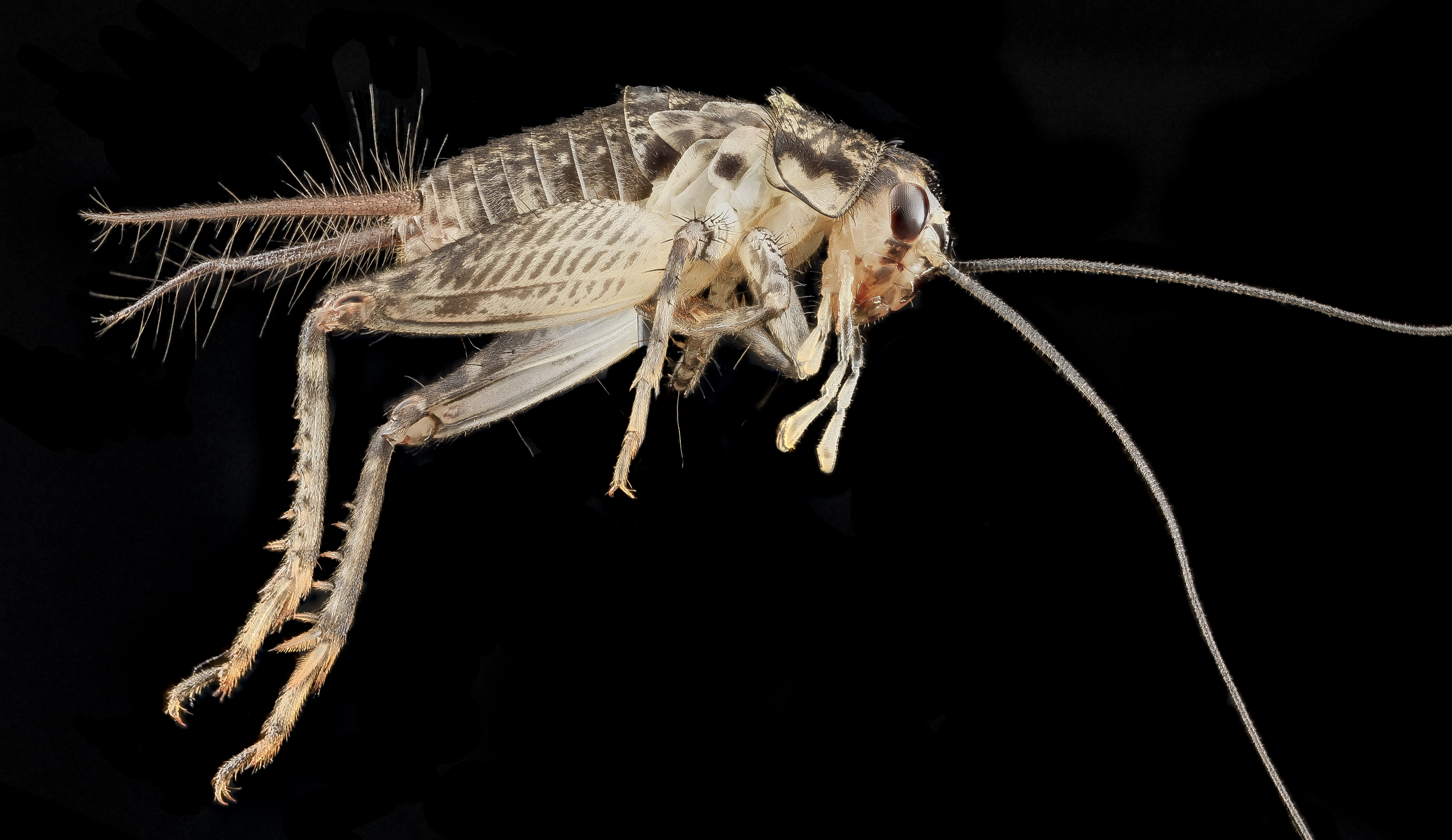
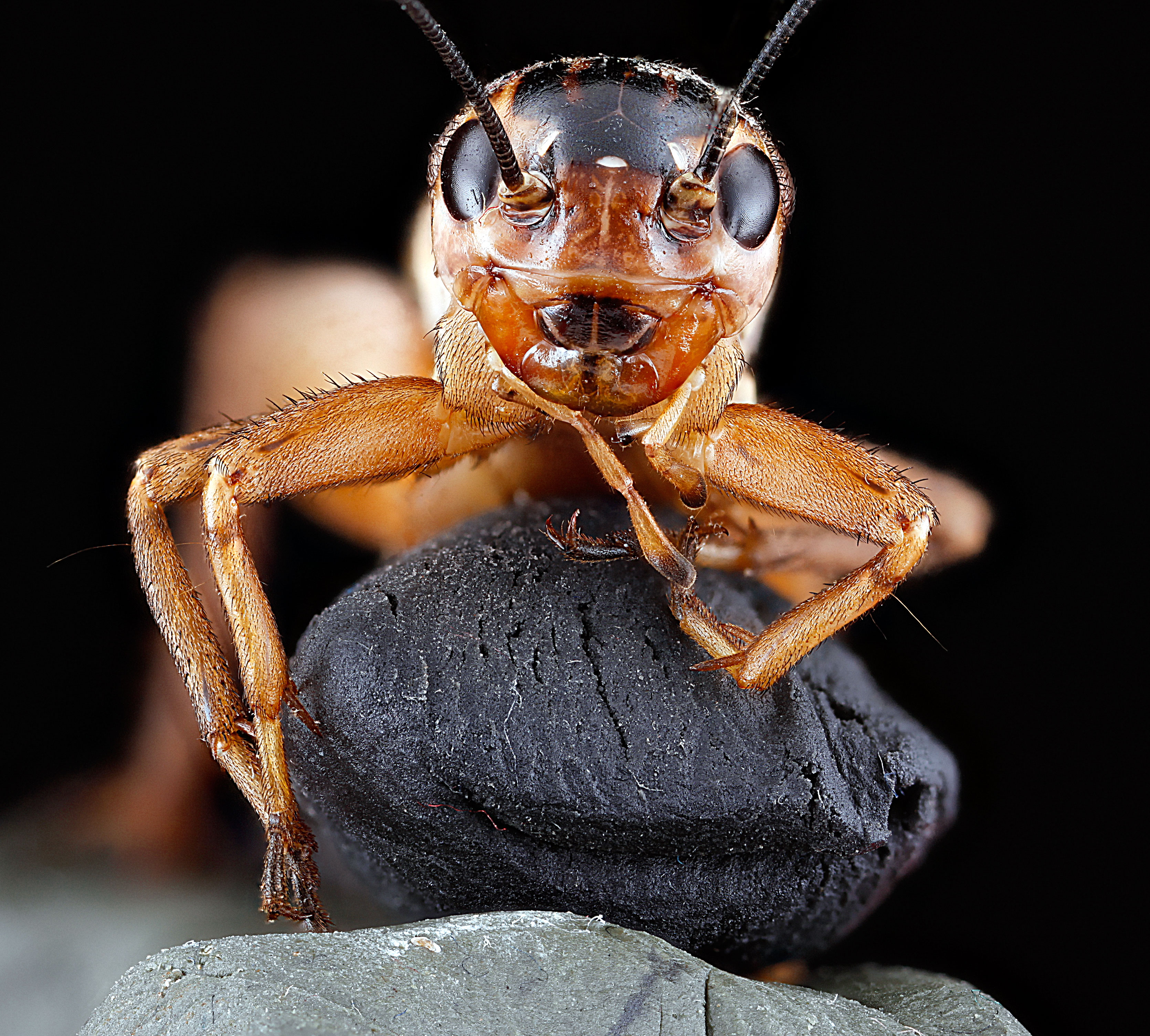

## Dottertaxa tillVelarifictorus, i alfabetisk ordning[1]
- Velarifictorus acutilobus
- Velarifictorus affinis
- Velarifictorus albipalpis
- Velarifictorus amani
- Velarifictorus andamanensis
- Velarifictorus anemba
- Velarifictorus angustus
- Velarifictorus aspersus
- Velarifictorus basui
- Velarifictorus beybienkoi
- Velarifictorus bicornis
- Velarifictorus bogabilla
- Velarifictorus bolivari
- Velarifictorus bos
- Velarifictorus botswanus
- Velarifictorus brevifrons
- Velarifictorus brunneri
- Velarifictorus bubalus
- Velarifictorus bulbosus
- Velarifictorus burri
- Velarifictorus caribonga
- Velarifictorus ceylonicus
- Velarifictorus changus
- Velarifictorus chobei
- Velarifictorus confinius
- Velarifictorus cuon
- Velarifictorus dedzai
- Velarifictorus diminuens
- Velarifictorus dummala
- Velarifictorus elephas
- Velarifictorus fallax
- Velarifictorus fistulator
- Velarifictorus flavifrons
- Velarifictorus gayandi
- Velarifictorus ghanzicus
- Velarifictorus gradifrons
- Velarifictorus grylloides
- Velarifictorus hemelytrus
- Velarifictorus hiulcus
- Velarifictorus horridus
- Velarifictorus illalonga
- Velarifictorus jharnae
- Velarifictorus kasungu
- Velarifictorus katangensis
- Velarifictorus khasiensis
- Velarifictorus kittana
- Velarifictorus lambai
- Velarifictorus latithorax
- Velarifictorus lengwe
- Velarifictorus leonidi
- Velarifictorus lepesmei
- Velarifictorus lesnei
- Velarifictorus longifrons
- Velarifictorus maindroni
- Velarifictorus matuga
- Velarifictorus mediocris
- Velarifictorus micado
- Velarifictorus minoculus
- Velarifictorus modicoides
- Velarifictorus mosambicus
- Velarifictorus natus
- Velarifictorus neavei
- Velarifictorus nepalicus
- Velarifictorus nigrifrons
- Velarifictorus nigrithorax
- Velarifictorus novaeguineae
- Velarifictorus nullaga
- Velarifictorus nyasa
- Velarifictorus obniger
- Velarifictorus okavangus
- Velarifictorus parvus
- Velarifictorus pikiara
- Velarifictorus politus
- Velarifictorus problematicus
- Velarifictorus pui
- Velarifictorus rectus
- Velarifictorus rhombifer
- Velarifictorus ryukyuensis
- Velarifictorus sahyadrensis
- Velarifictorus saussurei
- Velarifictorus scutellatus
- Velarifictorus shillongensis
- Velarifictorus shimba
- Velarifictorus similis
- Velarifictorus simillimus
- Velarifictorus spinosus
- Velarifictorus sukhadae
- Velarifictorus sulcifrons
- Velarifictorus sus
- Velarifictorus tenepalpus
- Velarifictorus transversus
- Velarifictorus triangularis
- Velarifictorus urunga
- Velarifictorus whelleni
- Velarifictorus vicinus
- Velarifictorus vietnamensis
- Velarifictorus viphius
- Velarifictorus vittifrons
- Velarifictorus woomera